# Bretnig-Hauswalde
Bretnig-Hauswalde ist eine Ortschaft der Stadt Großröhrsdorf und war bis zur Eingemeindung am 1. Januar 2017 eine sächsische Gemeinde, die zur Verwaltungsgemeinschaft Großröhrsdorf im Landkreis Bautzen gehörte. Die Ortslage befindet sich etwa 30 Kilometer östlich der Landeshauptstadt Dresden.

## Geographie und Verkehr
Bretnig und Hauswalde liegen ca. 11 Kilometer nordwestlich von Bischofswerda und ca. 15 Kilometer südlich von Kamenz. Auf einer Fläche von 14,41 km² hatte die Gemeinde 2914 Einwohner (Stand: 31. Dezember 2015) und bestand aus den beiden Ortsteilen Bretnig und Hauswalde.
Die Ortschaft wird von Ohorn im Norden, Rammenau im Osten, Frankenthal im Süden und Großröhrsdorf im Westen begrenzt. Am schnellsten erreicht man sie über die Autobahn A 4, das Zentrum liegt zwei Kilometer von der Abfahrt Ohorn (86) entfernt. Durch Bretnig-Hauswalde fließen die Große Röder und der Hauswalder Bach.

## Geschichte

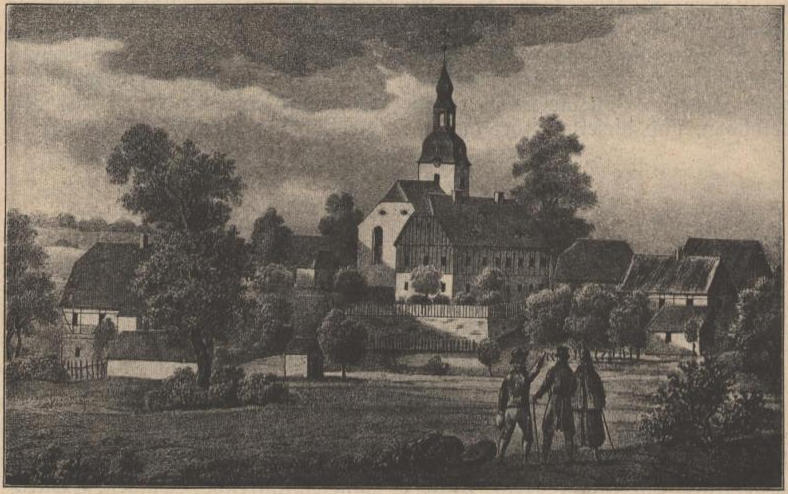
Hauswalde um 1840

Im Jahr 1346 wurde Hauswalde erstmals urkundlich erwähnt. Im Jahr 1349 wurde Bretnig erstmals in einem Lehnbuch Friedrich des Strengen als Breiteneichech (=breiter Eichwald) bezeichnet. In einer Lehnurkunde von 1455 wurde ein Vorwerk in Bretnig dem Rittergut Pulsnitz zugeordnet. Im 16. Jahrhundert war Bretnig bereits ein eigenständiges Rittergut. Die Siedlungsanlage entsprach ursprünglich der eines Waldhufendorfes.
Hauswalde und Bretnig gehören historisch zur Oberlausitz.
Im Jahr 1761 erhielt Bretnig ein eigenes Schulhaus in der Ortsmitte, 1852 kamen nach zweijähriger Bauzeit die niedere Schule und 1863 die obere Schule dazu. 1836 wurde die Leinwandfabrik J. G. Petzold & Sohn (Kohlen-Petzold) gegründet. Später kamen die Färberei, eine Dampfmangel und die Kohlenhandlung hinzu. Ab 1891 erschien der „Allgemeine Anzeiger“, ein lokales Blatt für Bretnig, Großröhrsdorf, Hauswalde und Umgebung (Druck und Verlag A. Schurig). Seit dem 25. Januar 1900 ist die Gemeinde an das Großröhrsdorfer Elektrizitätswerk angeschlossen. Am 4. Oktober 1903 wurde das Bretniger Gotteshaus, welches nach Plänen der Architekten Gebrüder Völkel (Großröhrsdorf) und unter der Leitung des Baumeisters Nitzsche (Großröhrsdorf) errichtet worden war, geweiht. Am 23. September 1913 wurde die durch den Ort führende Kraftwagenlinie zwischen Radeberg und Bischofswerda eröffnet. Bedingt durch den Ersten Weltkrieg mussten die Fahrten von 1915 bis 1920 unterbrochen werden. Von 1920 bis zum 8. Mai 1945 hatte Max Übel das Amt des ersten hauptamtlichen Bürgermeisters inne.
Im Mai 1945 fielen 49 Personen den Kämpfen zwischen deutschen und polnischen Truppen zum Opfer. 89 Gebäude im Ort wurden völlig zerstört. Betroffen waren vor allem die Ortslagen Klinkenplatz, Niederdorf, Röderweg und Karolinenhöhe. Am 1. Juli 1950 wurden die bisherigen Gemeinden Bretnig und Hauswalde zur neuen Gemeinde Bretnig zusammengeschlossen. 1952 wurde die Gemeinde dem neu gebildeten Kreis Bischofswerda zugeordnet.
1960 wurde die zehnklassige Polytechnische Oberschule eingeführt. Ab 1980 fand der Unterricht dann in einer neuen Schule statt. 
1990 beschloss die Gemeindevertretung die neue Ortsbezeichnung Bretnig-Hauswalde. Im Zuge der Kreisreform Sachsen 1994/1996 wurde Bretnig-Hauswalde Teil des Landkreises Kamenz, der 2008 im Landkreis Bautzen aufging.
Zum 1. Januar 2017 wurde Bretnig-Hauswalde wegen seiner schwierigen Haushaltslage in die Nachbarstadt Großröhrsdorf eingemeindet.

### Einwohnerentwicklung
| Jahr                 | Einwohner |
| -------------------- | --------- |
| 1600 a               | ca. 200   |
| 1743 a               | 0500      |
| 1834 a               | 1252      |
| 1939 a               | 2999      |
| 31. Dezember 2003 b  | 3228      |
| 30. September 2005 b | 3221      |
| 31. Dezember 2006 b  | 3189      |
| 30. Juni 2008 b      | 3135      |
| 31. Dezember 2009 b  | 3096      |
| 31. Dezember 2011 b  | 2987      |
| 31. Dezember 2012 b  | 2971      |
| 31. Dezember 2013 b  | 2951      |
| 31. Dezember 2015 b  | 2914      |

Quellen: a Gemeinde Bretnig-Hauswalde (nur Bretnig); b Statistisches Landesamt des Freistaates Sachsen

## Religion
In Hauswalde und Bretnig existiert jeweils eine evangelische Kirchgemeinde und eine Landeskirchliche Gemeinschaft. Die Dorfkirche Hauswalde ist eine ursprünglich mittelalterliche, zur Barockzeit erweiterte Saalkirche. Die katholische Kirchgemeinde „St. Michael“ wurde aufgegeben und wird sich nach Umbau in anderer Verwendung befinden.

## Politik
2009 wurde Katrin Liebmann (parteilos) als ehrenamtliche Bürgermeisterin der Gemeinde wiedergewählt. Der Gemeinderat bestand ebenfalls seit 2009 aus Mitgliedern der Wählervereinigung Freunde des Heimatfördervereines Bretnig-Hauswalde e. V. der Wählervereinigung zur Förderung des Sports, der CDU sowie der SPD.
Seit der Gemeinderatswahl am 25. Mai 2014 verteilten sich die 16 Sitze des Gemeinderates folgendermaßen auf die einzelnen Gruppierungen:
- Wählervereinigung zur Förderung des Sports in der Gemeinde (WVS): 5 Sitze
- Freunde des Heimatfördervereins Bretnig-Hauswalde (FHV): 5 Sitze
- CDU: 4 Sitze
- SPD: 2 Sitze

## Wirtschaft
Gewerbe verschiedener Art sind vor allem im Gewerbegebiet Bretnig-Ohorn konzentriert. Dessen Gesamtfläche beträgt ca. 36 Hektar. Seit 1992 haben sich hier Firmen der Metall-, Bau- und Textilbranche sowie Autohäuser und Großhandelsunternehmen angesiedelt. Auf Bretniger Gemarkung ist das Gewerbegebiet flächenmäßig zu 87 % ausgelastet.

## Öffentliche Einrichtungen
In Bretnig und Hauswalde gibt es je einen Kindergarten mit Krippe und in Bretnig eine 2018 neu errichtete Grundschule. In Bretnig gibt es außerdem einen Sportplatz mit Kunstrasen und eine Turnhalle.

## Natur
In Bretnig befindet sich die Parkanlage „Hofepark“. Ebenfalls der Erholung dient das Naturbad „Buschmühle“ an der Flurgrenze zu Ohorn.
Etwa ein Drittel des umgebenden ehemaligen Landkreises Kamenz steht unter Landschafts- bzw. Naturschutz und ist durch viele Rad- und Wanderwege erschlossen.

## Regelmäßige Veranstaltungen
Ein alljährlicher Höhepunkt im Ort ist die Kirmes im September.